# Marietta (imię)
Marietta, Marieta – imię zapożyczone z języka włoskiego, w którym funkcjonuje jako zdrobnienie imienia Maria lub jako imię nadawane samodzielnie.
Marietta imieniny obchodzi 31 maja.
Znane osoby o imieniu Marietta:
- Marietta Alboni – włoska śpiewaczka operowa
- Marietta Blau – austriacka fizyczka
- Marietta Kruzel-Sosnowska – polska organistka
- Marietta Szaginian – radziecka pisarka
- Marieta Żukowska – aktorka polska